# Chicho Sánchez Ferlosio
José Antonio Julio Onésimo Sánchez-Mazas Ferlosio, mieux connu sous le nom de Chicho Sánchez Ferlosio (Madrid, 8 avril 1940 - 1er juillet 2003), est un chanteur espagnol. Auteur-compositeur-interprète, il est frère du mathématicien et philosophe Miguel Sánchez-Mazas Ferlosio et du romancier Rafael Sánchez Ferlosio.

## Biographie
Le travail de Chicho Sánchez Ferlosio couvre de nombreux domaines : poète, parolier et interprète de ses chansons, mais aussi journaliste à El País, Diario 16 et ABC. Il a également travaillé comme correcteur de presse.
Il a inventé de nombreux jeux et casse-tête.  Il a étudié l'économie, le droit et la philosophie. Narraciones Italianas est le seul livre publié par l'auteur. Il rassemble 19 histoires recueillies de la tradition italiennes.

### Un homme d'engagements
Fils de l'écrivain phalangiste Rafael Sánchez Mazas, Chicho s'opposa à son père, proche de Franco, pour rejoindre l'opposition au régime de Franco. Il milita au Parti Communiste Espagnol (PCE), puis au Parti communiste d'Espagne (marxiste-léniniste) (PCE-ML), d'inspiration maoïste puis pro-albanaise. Mais, après un séjour en Albanie, il s'émeut des conditions de vie misérables des Albanais et de l'hypocrisie des communistes espagnols. Il se rapproche alors des milieux libertaires. Il aurait rejoint les anarchistes de la Confédération nationale du travail (CNT) en 1976.
Au début des années 1960, il avait composé quelques-unes des chansons anti-franquistes les plus populaires : La chanson « Gallo rojo, gallo negro » qui devient un hymne de la lutte contre la dictature. D'autres ne lui ont été que tardivement attribuées, telles que « Paloma de la paz », dont on pensait qu'elles étaient anonymes, Chicho ne les ayant jamais signées afin d'éviter d'éventuelles représailles. 
Depuis le retour à la démocratie, il a continué à composer des chants engagés. Luttant contre la corruption du PSOE, la guerre en Irak ou le licenciement massif des travailleurs de l'entreprise Sintel.
Il a collaboré en 1999 avec Albert Boadella et Jean-Louis Comolli à Durutti, portrait d'un anarchiste (1999), un documentaire qui suit le groupe Els Joglars, lors de la conception d'un ouvrage consacré au légendaire révolutionnaire anarchiste Buenaventura Durruti.  Il évoque les épisodes révolutionnaires, comme la commune de Figols, la levée des Asturies et des grèves à Barcelone.
Il a également travaillé à la version cinématographique du roman de Javier Cercas, Soldados de Salamina (2003), réalisé par David Trueba, où il joue lui-même en conversation avec la poésie de son père, le poète phalangiste Rafael Sánchez Mazas, récitant un de ses poèmes. Un film de Fernando Trueba lui est consacré : "Mientras el cuerpo aguante".

## Chansons
Chicho Sanchez Ferlosio Chicho Sanchez Ferlosio fut un compositeur prolifique. Sa discographie comprend un seul disque officiel A contratiempo. Toutefois, de nombreux artistes ont été ses interprètes, tels que Joaquin Sabina, Amancio Prada, Quilapayún et Soledad Bravo. Parmi ses chansons les plus connues, on trouve :
- A la huelga
- Canción de Grimau
- Canción de soldados
- Círculos viciosos
- Coplas del tiempo
- Gallo rojo, gallo negro
- La hierba de los caminos
- La paloma de la paz